# Giacomo Antonio Cortuso
Giacomo Antonio Cortuso (też: Jacopo Antonio Cortuso, Jacob Anton Cortuso, Jacobus Antonius Cortusus; ur. w 1513 w Padwie, zm. 21 czerwca 1603 tamże) – włoski patrycjusz z Padwy, z zamiłowania botanik.
Był właścicielem jednego z najznamienitszych prywatnych ogrodów ówczesnej Italii, w którym hodował i obserwował różne gatunki roślin. Korespondował z wybitnym botanikiem tego okresu, Pierandreą Matthiolim; m.in. wysłał mu w 1563 roku jeden z pierwszych rysunków i zapewne opis, przedstawiające nieznanego jeszcze wówczas w europejskiej botanice kasztanowca. W 1568 roku z kolei przesłał Matthioli'emu swój opis sprowadzonego niedawno z Ameryki Południowej słonecznika – opis ten (wraz z uwagą o nadążaniu położenia kwiatu za ruchem słońca) znalazł się w nowej edycji jego De materia medica.
Z polecenia doży weneckiego Pasquala Cicogni od 1590 roku do swej śmierci był dyrektorem  (prefektem) ogrodu botanicznego (zwanego wówczas Horto medicinale) przy padewskim uniwersytecie – najstarszego istniejącego do dziś ogrodu botanicznego na świecie (założony w 1545 roku). Był autorem katalogu roślin w tym ogrodzie, który wyliczał 1168 gatunków. Katalog ten pod tytułem L'Horto de i Semplici di Padova został wydany przez Girolamo Porro w Wenecji w 1591 roku. W tym czasie Cortuso korespondował z innym wybitnym botanikiem drugiej połowy XVI wieku, Kluzjuszem, któremu dostarczał nasiona i sadzonki roślin do nowo założonego przez niego w 1590 roku ogrodu botanicznego w Lejdzie.
Dla uczczenia pamięci padewskiego botanika włoski naturalista Pierandrea Matthioli, nadał nazwę rodzajową Cortusa zarzyczce z rodziny pierwiosnkowatych (inne źródła podają, że uczynił to dopiero pod koniec XVII wieku Charles Plumier).
W Rzymie istnieje ulica via Giacomo Antonio Cortuso.